# Podaga
Podaga, slovansko mitološko bitje, ki so ga častili zahodni Slovani.
Helmold iz Bossaua (12. stoletje) o Podagi govori kot o maliku iz Ploena. O naravi tega božanstva ne vemo ničesar, o njem so glede na nejasno ime možne številne špekulacije. Pri imenu gre morda celo za popačenko in bi se moralo pravilno glasiti Pogoda, morda pa celo Da(ž)bog.